# Pterolophia matsushitai
Pterolophia matsushitai är en skalbaggsart som beskrevs av Stefan von Breuning 1938. Pterolophia matsushitai ingår i släktet Pterolophia och familjen långhorningar.
Artens utbredningsområde är Taiwan. Inga underarter finns listade i Catalogue of Life.